# Micralictoides mojavensis
Micralictoides mojavensis är en biart som beskrevs av Richard Mitchell Bohart 1942. Micralictoides mojavensis ingår i släktet Micralictoides och familjen vägbin. Inga underarter finns listade i Catalogue of Life.